# Maiden Japan
Maiden Japan – EP koncertowe brytyjskiej heavymetalowej grupy Iron Maiden. Nagranie pochodzi z koncertu grupy w Nagoi 23 maja 1981. W Japonii EP zostało wydane pod nazwą Heavy Metal Army.

## Lista utworów

### Wersja oryginalna (japońska)
1. "Running Free" (Steve Harris, Paul Di’Anno) – 3:08
2. "Remember Tomorrow" (Steve Harris, Paul Di’Anno) – 5:45
3. "Killers" (Paul Di’Anno, Steve Harris) – 4:50
4. "Innocent Exile" (Steve Harris) – 4:01

### Wersja alternatywna
Wydana w USA, Kanadzie, Argentynie, Australii, Nowej Zelandii i Brazylii.
1. "Running Free" (Steve Harris, Paul Di’Anno) – 3:08
2. "Remember Tomorrow" (Steve Harris, Paul Di’Anno) – 5:45
3. "Wrathchild" (Steve Harris)
4. "Killers" (Paul Di’Anno, Steve Harris) – 4:50
5. "Innocent Exile" (Steve Harris) – 4:01

## Twórcy
- Paul Di’Anno – śpiew
- Dave Murray – gitara
- Adrian Smith – gitara, podkład wokalny
- Steve Harris – gitara basowa, podkład wokalny
- Clive Burr – perkusja